# Luka (gmina Gacko)
Luka (cyr. Лука) – wieś w Bośni i Hercegowinie, w Republice Serbskiej, w gminie Gacko. W 2013 roku liczyła 7 mieszkańców.